# Aspilota insolita
Aspilota insolita är en stekelart som först beskrevs av Vladimir Ivanovich Tobias 1962.  Aspilota insolita ingår i släktet Aspilota och familjen bracksteklar. Inga underarter finns listade.